# Hans Kraft
Hans Martin Kraft (* 7. Mai 1947 in Ratingen) ist ein deutscher Politiker und ehemaliger Landtagsabgeordneter (SPD).

## Leben und Beruf
Nach dem Besuch der Volksschule und der Realschule absolvierte er eine Ausbildung zum Industriekaufmann bei der Schloemann AG (heute: Schloemann Siemag). Anschließend war er als kaufmännischer Angestellter tätig. Nach seinem zweijährigen Auslandsaufenthalt als Jungkaufmann bei der Generalvertretung von Schloemann in den USA legte er die Prüfung zum staatlich geprüften Übersetzer ab,  erlangte die Hochschulreife am Riehl-Kolleg in Düsseldorf, studierte Philosophie und Anglistik in Düsseldorf, Zürich, Bielefeld und Köln und erwarb das Graecum und Hebraicum. Er legte die erste und zweite Staatsprüfung für das Lehramt an Gymnasien ab und promovierte im Mai 1980. Ab 1980 war er im Schuldienst tätig und unterrichtete Philosophie, Englisch und Bibel-Hebräisch. Er ist Lehrbeauftragter für Rhetorik und Präsentationstechnik an der Hochschule Düsseldorf / University of Applied Sciences.
Anfang 2016 erschien im Kohlhammer Verlag, Stuttgart, sein Buch "Rhetorik und Gesprächsführung" in der Reihe Bachelor Basics.
Kraft ist Mitglied der Toastmasters und hat dort auf dem Gebiet der freien Rede die höchste Stufe des ACG (Advanced Communicator Gold) erreicht.
Der SPD gehört Kraft seit 1973 an. Er war in zahlreichen Parteigremien tätig. Außerdem ist er Mitglied der Gewerkschaft Ver.di und der Arbeiterwohlfahrt.

## Abgeordneter
Vom 30. Mai 1985 bis zum 2. Juni 2005 war Kraft Mitglied des Landtags des Landes Nordrhein-Westfalen. Er wurde im Wahlkreis Ratingen/Heiligenhaus viermal in Folge direkt gewählt. Seine zahlreichen Reden im Landtag zur Sportpolitik und zu Wissenschaft und Forschung hat Kraft stets frei vorgetragen, ohne jegliche Notizen oder sonstige Hilfsmittel.
Ferner war er Mitglied im Rat der Stadt Ratingen.

## Ehrungen
Nach der Verleihung des Verdienstkreuzes am Bande der Bundesrepublik Deutschland wurde ihm 2004 das Bundesverdienstkreuz 1. Klasse verliehen.
Kraft ist Ehrenpräsident des Squash Landesverbandes NRW.